# 144 (عدد)
144 هو عدد صحيح. طبيعي بين 143 و145

## في الرياضيات

### خاصيات
- 144 عدد زوجي
- 144 مربع كامل : 12² = 144. و لديه كتابة وحيدة في صيغة مجموع 3 مربعات كامل (مع عدم ذكر 0): 144 = 4² + 8² + 8²
- 144 عدد مضلعي يمثل مضلع ذا 49 ضلع ترتيبه 3.
- 144 هو العدد الفيبوناتشي الرقم 12.
- 144 يكتب في صيغة مجموع قوتين ل2 : 144 = 2^7 + 2^4
- 144 يكرر رقما واحدا في نظام العد الخماسي عشر : (9915)
- 144 ليس عدد سعيد
- 144 عدد زائد لأن مجموع قواسمه يساوي 1 + 2 + 3 + 4 + 6 + 8 + 9 + 12 + 16 + 18 + 24 + 36 + 48 + 72 = 259> 144.
- 144 عدد مبذر في نظام العد العشري.

## شكل التربيعة المتبقية
- شكل التربيعة المتبقية ل144 (quadratic residue modulo) هو 0, 1, 4, 9, 16, 25, 36, 49, 52, 64, 73, 81, 97, 100, 112, 121